# Macropsis campbelli
Macropsis campbelli är en insektsart som beskrevs av Chandrasekhara A. Viraktamath 1981. Macropsis campbelli ingår i släktet Macropsis och familjen dvärgstritar. Inga underarter finns listade i Catalogue of Life.